# Anacamptodes rufaria
Anacamptodes rufaria är en fjärilsart som beskrevs av Augustus Radcliffe Grote 1883. Anacamptodes rufaria ingår i släktet Anacamptodes och familjen mätare. Inga underarter finns listade i Catalogue of Life.